# Kraaker Kiessee

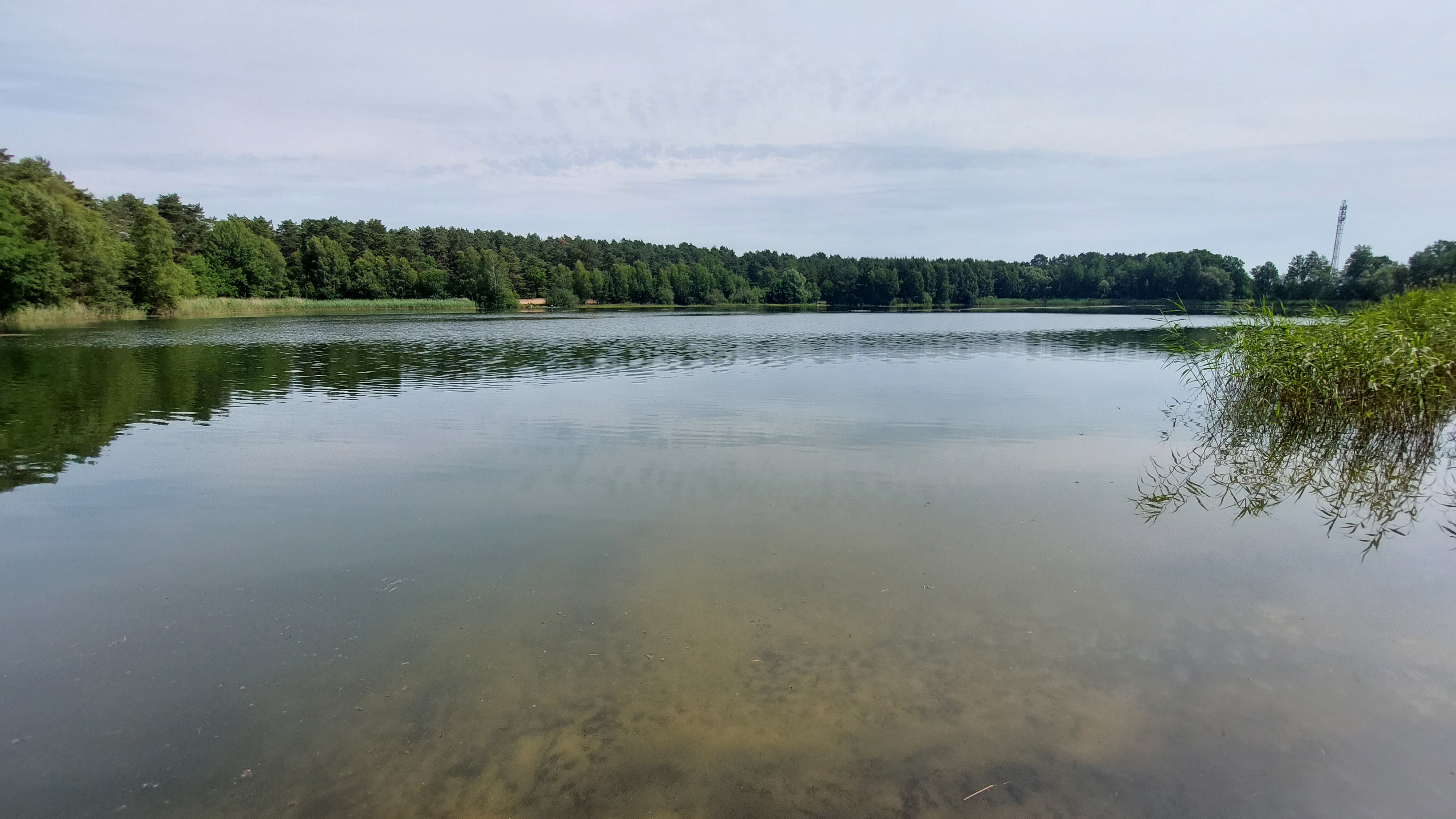
Kraaker Kiessee von Westen

Der Kraaker Kiessee, auch Kraaker Badesee, ist ein durch Kiesabbau entstandener Baggersee beim Ort Kraak, der zur Gemeinde Rastow im Landkreis Ludwigslust-Parchim in Mecklenburg-Vorpommern gehört.
Der See liegt 300 Meter westlich von Kraak direkt 70 Meter neben der im Südwesten verlaufenden Bundesautobahn 24. Mit Ausnahme des Ostens ist die Umgebung des Gewässers bewaldet. Am nördlichen Ufer existiert ein breiterer Sandstreifen. Der Kiessee hat eine beinahe rechteckige Form und eine maximale Ausdehnung von etwa 350 mal 220 Metern. Die Wasserfläche nimmt 6,8 Hektar ein, der Umfang beträgt etwas mehr als einen Kilometer. Der See befindet sich 32,4 m ü. HN und damit etwa 1,5 Meter unter dem Niveau des Umfeldes. Lediglich im Südwesten liegt das Gelände bis zu vier Meter über dem Wasserspiegel, weshalb die Ufer im Süden und Westen abschüssig sind.
Das Gewässer ist um 1980 künstlich durch die Ansammlung von Grundwasser in einer Kiesgrube entstanden. Der abgebaute Kies wurde um 1980 zum Bau der Transitautobahn von Hamburg nach Wittstock/Dosse, der heutigen A 24, verwendet. Weitere Kiesseen an der A 24 im Landkreis Ludwigslust-Parchim befinden sich in Neu Zachun und Dreenkrögen.
Der See dient der Naherholung.